# 山田憲明
山田 憲明（やまだ のりあき、1973年（昭和48年）- ）は、日本の構造家。

## 来歴
1997年、京都大学工学部建築学科卒（辻文三・西澤英和研究室）
1997年-2012年、増田建築構造事務所（増田一眞）。2012年、山田憲明構造設計事務所設立。
主な作品に国際教養大学中嶋記念図書館、竹林寺納骨堂、ベラビスタ・エレテギア、大分県立武道スポーツセンター。

## 主な受賞
- 2005年 第1回ものづくり日本大賞「伝統構法による大規模木造天守の復元技術」
- 2005年 第7回国土技術開発賞最優秀賞「伝統構法による大規模木造天守の復元技術」
- 2011年 第22回JSCA賞「国際教養大学図書館棟」
- 2012年 第7回日本構造デザイン賞「東北大学大学院環境科学研究科エコラボ」
- 2014年 第18回木材活用コンクール　林野庁長官賞「荒川材木店道作工場事務所」
- 2021年 第22回 2021年度 JIA環境大賞「上勝ゼロ・ウェイストセンター」